# Kamenice (ort i Tjeckien, Vysočina)
Kamenice är en köping i Tjeckien.   Den ligger i regionen Vysočina, i den centrala delen av landet, 130 km sydost om huvudstaden Prag. Kamenice ligger 521 meter över havet och antalet invånare är 1 760.
Terrängen runt Kamenice är huvudsakligen platt, men söderut är den kuperad.Runt Kamenice är det ganska glesbefolkat, med 26 invånare per kvadratkilometer. Närmaste större samhälle är Jihlava, 14,0 km väster om Kamenice. I omgivningarna runt Kamenice växer i huvudsak blandskog.